# 歌女

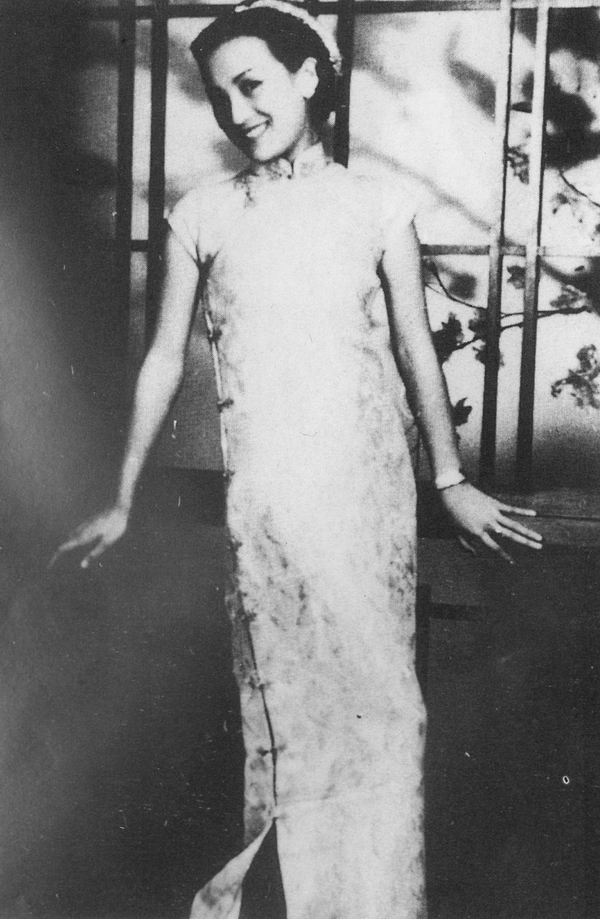
在電影《天涯歌女》中扮演歌女的周璇。

歌女是中国古代和近代的一种女艺人，中國古代对歌女的称呼另有歌妓、歌伎、歌姬等，她们是社会上的歌手和舞者，并非性工作者。歌妓们接受过音乐、歌唱、舞蹈和文化课程的专业训练，她们还接受礼仪和茶文化的训练。虽然歌妓作为表演者属于社会下层，但因她们出色的技艺，常被聘于在宴席、官方庆典、宫廷宴会，甚至宗教活动中表演。歌妓源于夏朝的宫廷文化，后来流传到民间。晚清至民国时期，歌妓体系逐渐消亡，正式被娼妓取代。歌妓对中国古代的古典音乐、舞蹈、歌词、绘画和戏曲都做出了很大贡献。一些歌妓本身就是诗人，唐诗和宋词也由歌妓演唱。歌妓将诗词以歌曲的形式演唱，为中国古代诗词的传唱发挥了关键作用。歌妓作为杂剧的主要演员，直接参与杂剧的舞台演出，也参与了诗词、散曲的创作。歌妓精湛的歌舞和说唱技巧对元代杂剧的舞蹈和演唱产生了很大的影响。
2008年6月15日，中国商丘日报发表文章指出:“把歌妓视为性工作者是一种误解，有些歌妓甚至是优秀的艺术家”。新加坡联合早报曾评价:“歌妓是作为艺人存在的，她们属于女舞者和艺人，穿着打扮引领潮流，在文化艺术方面做出了巨大贡献”。

## 各種稱呼及词源扩展
古漢語中「妓」字有两种释义，一种释义是指女性的藝術表演者，另一种释义是指以卖淫为业的女子。歌妓的“妓”字是指歌舞女艺人，不是指卖淫女子的意思。而「伎」字又是「妓」字的本字，因此以演唱和跳舞為業的女性也被稱為歌伎。後來「妓」字在现代漢語中變成「女性性工作者」的同義詞，為免引起誤會，就多使用「歌伎」。在汉语中，“伎”指男性和女性艺人，但“歌伎”仅指女性歌舞艺人。此外，“伎”并不仅仅指表演者，“伎”也通“技”，指技能、技艺、技术等，也可以用来指代其他领域的人，例如“方伎”这类从事医、卜、星、相职业的人。「謳者」的「謳」是歌唱的意思，「謳者」就是「唱歌的人」。歌妓在中国古代另有女乐、乐妓、舞妓、歌舞妓、声妓的别称，如舞妓、乐妓通常是根据歌妓所擅长的艺术所划分的。在中国古代，卖淫的女子一般被称为娼妓、饮妓，这些女子很多也接受过艺术训练，但她们的本职工作依然是以卖淫为业的。
近代的「歌女」一詞則出現於1920年代末至1930年之間。而歌姬、舞姬則是美稱，是对歌妓更尊重的一种称呼，「姬」在古漢語裡是對女性的美稱，也有美女的意思，“姬”开始是对贵族女子、公主的称呼，后来成为对任何身份女子的美称。日語中的「姬」也保留了美稱的意義，常用來稱呼貴族女性。日本、台湾至今仍然把女歌手稱為「歌姬」。但現在漢語圈稱女歌手為歌姬或歌女則含有貶義，尤其指於酒廊、酒樓、夜總會、遊樂場等場所走場演唱為生的女歌手，已故香港女歌手梅艷芳就曾說自己小時候走場表演唱歌，被稱呼為「歌女」，受同學歧視。
「商女」、「秋女」、「秋娘」見於唐朝，杜牧的七言絕句《泊秦淮》中的「商女」就是指歌女。。而商女的稱呼源自秋女、秋娘，秋女、秋娘是唐人對歌妓的稱呼，白居易《琵琶行》就把歌妓稱為「秋娘」，古人把五音“宫、商、角、徵、羽”与四季相配，因为商音凄厉，与秋季肃杀之气相应，故以商配秋。於是「商女」就成為歌女的別稱。“秋娘”在唐代有时也会被用为善歌貌美的歌女的通称。
台灣日治時期，有一種叫「藝旦」的歌妓，也作「藝妲」，常於酒樓以戲曲悅客，此名稱最早見於清朝同治年間，她們一般不提供性服務。
英語中的Sing-song girl由字面上看，很多人會認為是直譯「歌女」一詞，其實不然。據張愛玲所述，「Sing-song girl」是源自吳語的「先生」一詞，吳語把高級妓女稱呼為「先生」，吴语中读如“西桑”。「先生」可以是對任何人客氣的稱呼，不限性別，而她們必會在宴席上歌唱，英美人就誤把吴语「先生」當作「Sing-song」唱歌了。。Sing-song girl实际上是对晚清民国时期的高级妓女“长三”的称呼，后被误认为是对歌妓或歌女的称呼。
在现代，容易被与歌妓混淆的概念还包括“瘦马”，养瘦马是明清时期的一种产业，一些小女孩经过专门培训、然后卖给富商作小妾。瘦马并不以演艺作为职业，与歌妓性质并不相同。被挑选剩下的瘦马会被卖为妓女，这与以卖艺为业的歌女不同。
在现代，另一个容易与歌妓混淆的概念是“清倌人”，清倌人是尚未开始卖淫的妓女，来月经后开始卖淫沦为职业接客的“红倌人”。“清倌人”并非正式的专业从事演艺工作，与专业从事演艺工作的歌妓概念不同。
唐代平康坊红灯区中的女子是有些才艺的妓女，与唐代教坊从事歌舞职业的歌妓也并不相同。

## 歷史

### 汉朝以前
中国古代早期的歌舞也起源于祭祀，最早用来祭神、驱瘟避疫、祈求平安的舞蹈叫“傩舞”。祭祀活动中，巫师、女巫会唱歌跳舞。这些参与歌舞的女巫，可能就是后来歌妓的前身。夏朝时，已有歌妓，是最早的职业歌舞女艺人。桀是夏朝末期的君主，他的宫廷中有许多女乐，这些女乐清晨便开始练习，声音在宫外都能听到。商朝时，纣王的宫廷中进一步出现以娱乐为主的音乐舞蹈表演，纣王在宫中让艺人表演娱乐性的歌舞进行享乐。春秋战国时期，许多音乐舞蹈已经脱离了宗教祭祀的范围。燕昭王即位第二年，广延国进献了两位歌妓，一个叫旋娟，一个叫提谟。两人表演了《萦尘》、《集羽》、《旋怀》三支舞蹈，舞蹈造诣极高。战国末期，楚国女子莫愁入宫做歌妓，把民间歌舞带入宫廷。楚顷襄王广泛收集民间歌谣，加以歌唱，还派专人谱曲，培养乐师。战国末期楚国歌妓莫愁女与著名诗人屈原、宋玉结交，得到他们的指点和帮助。莫愁女演唱的曲目古雅，将楚辞与歌声融为一体，完成了《阳春白雪》的入歌传唱。秦始皇嬴政的宫廷中也活跃着大量的歌妓，这些歌妓原本来自六国，进入秦朝宫廷中演奏钟鼓等乐器。

### 漢朝
刘邦把楚国乐舞引入汉朝宫中，世俗宴乐和能歌善舞的舞妓们成为了欣赏的对象。漢朝時，皇宮中和貴族府中都有很多歌妓，用作於宴席上表演，娛樂君主、貴族、大臣等。。東漢梁冀就蓄养很多歌妓這些歌妓有時會成為貴族的寵婢，有些會被正式納為妾侍，有些更成為后妃。例如漢武帝的第二任皇后衛子夫，本來是漢武帝姊姊平陽公主府中的歌妓。

### 魏晉南北朝
魏晉南北朝時，蓄納歌妓的風氣盛行，貴族府中多蓄歌妓，這段時期的歌妓作為貴族顯示財勢的功用最為明顯，亦常出現搶奪歌妓的事，《世說新語》就記載不少關於歌妓的故事。三國時期曹操的歌妓被称为“铜雀妓”，有一歌妓，唱歌唱得很好，但脾氣很壞，曹操雖然生氣，但又怕殺了她就聽不到那麼悅耳的歌聲。後來曹操訓練一百個歌妓，直至當中有人唱歌像那個脾氣壞的歌妓一樣好，就把她殺了。東晉的石崇，有一歌妓名綠珠，由於石崇性好浮誇，得罪了當時許多權勢人物，後來孫秀見綠珠貌美，欲搶奪綠珠。綠珠矢志不從，並跳樓自盡。宮廷中亦多蓄歌妓、舞妓，南朝時流行的宮體詩，就是供宮中歌妓吟唱來娛樂君主、貴族之用。

### 隋唐
隋唐時蓄歌妓的風氣亦很盛行，貴族、文人與歌妓酬唱、交往也很普遍，有些文人更把歌妓引為知己，當時的文學作品中就有不少關於歌妓的描述。唐人傳奇故事中有不少女主角是歌妓，例如《虯髯客傳》的紅拂女原為楊素府中的歌妓，《柳氏传》的柳氏為歌妓，《霍小玉傳》的霍小玉被逐出霍王府後淪為歌妓等。詩詞中也有不少關於歌妓的作品，例如白居易的《琵琶行》就是寫一個嫁作商人婦的歌妓。而他自己也有蓄養歌妓，當中以樊素歌藝最好，白居易有詩：「櫻桃樊素口」讚美樊素的歌藝。李商隱有《贈歌妓二首》。女詩人杜秋娘本身就是歌妓（「杜秋娘」即「杜姓歌妓」），唐代著名女诗人薛涛也是歌妓出身。晚唐以溫庭筠為代表的花間派詩詞，與歌妓的關係更是密不可分，從內容和形式上看，花間派詞主艳情，柔媚婉约，与“倚声填词”、协乐歌词的性质分不开，以描寫深閨繡房、歌樓妓館的淺斟低酌為主。這些詞通常會於宴會中由歌妓演唱，因此這些詞得以廣泛流傳，歌妓實在功不可沒。
宮廷中也有不少歌妓，唐玄宗愛好音樂，他于开元二年（公元724年）设置左右教坊，掌管宫廷的俳优杂技。當中的宜春院由女伶组成，称为“内人”；由於她们常在皇帝面前演出，又稱“前头人”。當時出了一些優秀的宮廷歌妓，如念奴、許和子（許永新）等，二人的事蹟見五代王仁裕的《開元天宝遗事》。據載，念奴歌喉有如钻出了天上的朝霞，虽然钟鼓笙竽的嘈杂也不能遮遏，因此玄宗对她十分宠爱。 ，元稹亦曾在《连昌宫词》诗中描写了當時的情況。許和子是吉州永新（今永新縣）人，因此又稱「許永新」，父親是乐工，據段安節《樂府雜錄》載，她從小就喜歡唱歌，且美麗聰明，她的歌唱自然清新，善於变古调为新声。。有一次，唐玄宗在勤政樓舉行盛大宴會，但觀眾的喧鬧聲干擾了音樂聲，玄宗很不高興。高力士就建議由許永新登臺演唱，以止喧嘩，許永新歌聲一起，場內頓時寂靜無聲，觀眾都被她的歌喉所吸引了。玄宗常常說她的歌值千金。

### 五代十國
五代十國時，南方相對穩定，宮廷內外都有歌妓。巴蜀相对安定，歌舞游玩之风盛行，新兴的通俗音乐形式“词”，受到青睐。花蕊夫人曾写过一百多首《宫词》来描写宫中生活，其中记载了五代时期成都乐舞的盛况，这些诗句描写了宫廷乐舞表演的全套流程，从学习、排练到演出。。而孟昶善於享樂，和花蕊夫人在宮中亦常對歌飲酒，梨园子弟和歌妓们为了演出成功每天都在学习和排练。北宋初年，张咏的《悼蜀诗》描述后蜀时的成都说：“烛影逐星沉，歌声和月落”。陆游记载前后蜀时期仅崇州一地就有很多乐师和歌妓，有“三千官柳，四千琵琶”之说。南唐画家顾闳中的画作《韩熙载夜宴图》就是描绘了南唐官员韩熙载家设夜宴载歌行乐的场面。

### 宋朝
宋朝時，不少士人都有蓄養歌妓，或與歌妓交往、酬唱，亦影響文學創作和傳播。
其中婉約詞派與歌妓關係很深，北宋初年婉約詞派的詞是為了讓歌妓歌唱而作，內容多為男女戀愛、閨情等。張先、晏殊、柳永等詞人都有不少關於歌妓的詞作。其中柳永更是經常與歌妓接觸，常為歌妓、樂工填詞，也常自度新曲，再填詞讓歌妓演唱。他仕途不順，亦可能因為如此，對同在社會下層的歌妓有特別的感情，與她們保持一種和諧的關係，當時歌妓們都很喜歡跟柳永酬唱：“不愿君王召，愿得柳七叫；不愿千黄金，愿得柳七心；不愿神仙见，愿识柳七面。”柳永死後，杭州歌妓謝玉英出頭，與其他歌妓出錢把他殮葬，每年清明，歌妓們都會去柳永墓拜祭，称为“吊柳七”或“吊柳会”。他有不少關於歌妓的詞，例如《惜春郎》、《鳳銜杯》等，內容包括描述歌妓生活、描繪歌妓色藝、抒發對歌妓的相思眷戀等，在《樂章集》中有提到的歌妓有蟲娘、英英、心娘、酥娘等。
除了婉約派的詞人外，開創豪放派的蘇軾亦與歌妓交往，他離開杭州赴密州（今山東諸城），途經蘇州時，有歌妓守在閶門出城處，為他設宴餞行，蘇軾就賦《醉落魄·蘇州閶門留別》送給她。蘇軾的妾侍王朝雲也是歌妓出身，歌妓琴操亦與蘇軾有交情。蘇門學士秦觀也與歌妓交往甚密。而蘇軾的好友陳慥多蓄歌妓，令妻子柳氏不滿，柳氏更當著客人面前擊壁大呼，陳慥因此十分畏懼妻子，此事亦即成語河東獅吼的由來。
宋朝歌妓擅唱“小唱”“嘌唱”。小唱属于雅唱，歌妓载歌载舞，要唱出雅调，节奏徐缓，擅唱小唱的歌妓中李师师独占鳌头。北宋末年的歌妓李師師善词曲、工歌唱，十分有名，連宋徽宗也被她所吸引，更多次離宮與她相會。《大宋宣和遗事》说李师师曾被册封为李明妃、瀛国夫人等，但国学大师王国维则说李师师从未进过宫廷。周邦彥亦與她有來往，寫了幾首表露愛意的詞贈予李師師，亦有一首《少年遊》描寫君臣都與李師師交好，此詞觸怒了宋徽宗，周邦彥被貶謫出京。除了李師師外，周邦彥亦曾與另一歌妓岳楚雲交往。
南宋之後，詞逐漸被「雅化」，較少描寫歌妓的詞，很多詞亦不再適合由歌妓演唱，但當時的詞人仍有些為歌妓而作的詞。南宋著名的歌妓有梁红玉、严蕊、唐安安等人，其中严蕊亦是一位女词人。

### 元朝
元朝時，各種職業被分為十等，娼妓、歌妓、男女優伶同屬於第八等的「倡」，一些演出雜劇的女伶本身就是出身自教坊的歌妓。此外，不少歌妓會於歌樓裡或宴席中演唱散曲助興，元人夏庭芝的《青楼集》和陶宗仪的《辍耕录》記載了一些歌妓、女伶的生活花絮和不同方面的艺术造诣，除了演出杂剧和演唱散曲外，她们還有表演戏文、慢词、诸宫调、舞蹈、器乐方面的才能，同时还记录了她们与当时的一些达官显宦、文人才士、戏曲散曲作家的应酬和交往。元朝著名的歌妓有梁園秀、珠簾秀、顺时秀  、珠簾秀、天然秀等，她們亦與文人交好。有些演出雜劇的歌妓，還與元曲作家建立深厚的友誼，例如珠簾秀和关汉卿、天然秀和白仁甫等。元朝宫中举办的正式宴饮，以及宫廷中日常的聚会，都离不开歌舞侑酒的歌妓。元朝著名的宫廷乐舞十六天魔舞创于元顺帝至正十四年，表演十六天魔舞的宫廷歌妓都舞艺高超，旁边还有歌妓负责演奏龙笛、头管、小鼓、筝、琵琶、笙、胡琴、响板、拍板等乐器。

### 明朝
明朝洪武初年，明太祖朱元璋建都金陵，歌妓多集中於秦淮河一帶。永乐十九年（公元1421年），明成祖朱棣迁都北京，南京和北京立教坊。到了明朝中叶，士大夫找歌妓的風氣更盛，在嶺南亦有歌妓，例如张乔，她生于明万历年間，卒于崇祯六年（1633）七月廿五日，字乔婧，一字二乔，又名张丽人。随母沦落为歌妓，与南园诗社诸子交厚，年仅十九歲就死去，其友彭孟阳等把她葬於广州白云山麓梅花坳，当时名士各作诗一首，植花一株于墓旁，号为“百花塚”。明末文人阶层以冒襄、方以智等为代表的复社成员，在秦淮歌楼中以嬉笑怒骂的方式，向阉党集团表达内心的愤懑之情。歌妓们出身贫寒，通过声乐、歌舞、戏曲、诗文、书画等才艺的习得，获取文人的青睐。歌妓们也广泛的参与艺术创作，迎合文人阶层的精神需求。明末歌妓中，陈圆圆、李香君、柳如是、顾横波、马湘兰、卞玉京、寇白门、董小宛被称为“秦淮八艳”，“秦淮八艳”知书达礼、能歌善舞，在国家存亡、改朝换代的时刻，她们都表现出民族气节和爱国情怀。

### 清朝
清初也沿袭了明朝的礼乐制度，虽改宦官司乐，但初期宫廷多用女乐。清朝宫廷正式禁止宫廷歌妓表演是在乾隆时期，康熙时期的宫廷歌妓以11人为一部，在掌仪司首领太监教习下学习乐器。这些歌妓学习乐器演奏和乐理知识，负责演奏南北音乐，在汉族、满族的乐器上都有涉及。清初，一些明末歌妓继续从事歌妓职业，受雇到宴会上表演唐代的名舞“柘枝舞”。藩王、贵族在家中培养家乐，这些歌妓学吴腔、楚调，擅度曲，音姿也足够出色。乾隆時，鄭板橋的《道情十首》被北京歌妓招哥傳唱，他知道後便托人帶錢給招哥：“宦囊蕭瑟音書薄，略寄招哥買粉錢”。乾隆年間，歌妓在演艺上依然有较高的艺术水平。例如在《扬州画舫录》中的小秦淮录篇，苏殷善画，能射箭且三发三中。珍珠娘作为乐师的养女，工歌。徐砚云善吹箫谐谑，每一吐语，四座哗笑。她又因喜着男子服骑马，当时的人称她为“飞仙”。珠娘腰细善舞，能演拳，名噪一时，钱梅庵为她绘《珠娘拳式图》。杨小宝曲调声律与同时代的曲家朱野东齐名，她为当时扬州歌坛的佼佼者，被称为曲坛状元，“无双女”。清代乾隆年间，广州的歌妓在文人墨客的帮助下，以木鱼歌、龙舟歌为基础，吸收了潮帮唱的潮曲及扬州帮唱的南词，逐渐形成新曲种。歌妓所传唱的南音，唱词典雅，曲调哀怨缠绵。嘉庆年间，歌妓通过岭南文士冯询、招子庸等人的帮助，在木鱼歌、龙舟歌、南音（皆為嶺南歌曲種類）的基础上，通过“变其调”而创造出新曲种粵謳。清末的天津时调主要在工人、车夫中传唱，后经过文人和歌妓们的改编革新，形成时调。

### 清末民初至現代
近代上海书寓曾是“卖艺不卖身”的艺妓，为人弹唱、献艺、陪酒，不示色相。19世纪70年代后，不少书寓移到租界，之后书寓变为娼妓，留宿嫖客成为常例。清末民初时期，传统的书寓已经名存实亡。
清末民初時，上海的妓院有不少娼妓，韓邦慶的小說《海上花列傳》就是描寫這些娼妓的生活，她們通常被稱呼為“长三”“倌人”，虽然也会些才艺，但是卖艺不是主业，她们是属于卖艺也卖身的妓女，而不是歌妓。
當時上海有不少從歐洲或美國來的外國人，而“长三”在招待客人時必會唱歌，英語就把她們稱為「Sing-song girl」。英语的“Sing song girl”，并不是直译“歌女”一词。“Sing-song girl”是源自吴语的“先生”一词，吴语把高级妓女称呼为“先生”，读如“西桑”，而长三娼妓必会在宴席上歌唱，英美人就误把“先生”当作“Sing-song”（唱歌）了。而中文「歌女」的名稱在1920年代末葉才出現，即民國十四年之後。民國時期的歌女除了在傳統的妓院、酒家表演，還有於夜總會、舞廳等由西方傳入的娛樂場所表演。民国时上海黑猫舞厅、百乐门等大舞厅中有很多舞女或歌女，她们提供歌舞、伴舞的服务，由於她們多會與客人交際應酬、飲酒，因此又稱交際花。
在秦淮河上，有一種於「七板子」上賣唱的歌妓，本來是於茶舫上賣唱，後來被政府取締後，才改於七板子上賣唱，朱自清和俞平伯就分別於兩篇同樣題為《槳聲燈影裡的秦淮河》的文章描述過她們。雖然這種歌妓是賣藝不賣身的，但當時一些人，包括一些知識份子，認為她們從事的職業不正當。朱自清在《槳聲燈影裡的秦淮河》（1923年10月11日）中，就說到卖歌与卖淫不同，聽歌與狎妓不同，但他覺得她們與娼妓（性工作者）都屬於「妓」，認為她們從事的是不健全的職業，而接近妓者是不正當的行為，所以拒絕聽歌妓唱歌，他又提到她們是「被逼的以歌為業」。而俞平伯則出於對歌妓的尊重和同情而拒絕聽歌，認為聽歌是對她們的侮辱。
台灣由同治年間開始出現一種叫藝妲的歌妓，盛行於日治時期。她們在藝妲間接受訓練和表演，亦會到酒樓、廟會、私人筵席等表演，以演唱戲曲為主，多名藝妲唱曲並作角色扮演則稱為藝妲戲。最初，艺旦和妓女的界线并不突出，后来随着经济的发展，对演出节目的需要，一批“卖艺不卖身”的艺旦开始形成主流，与妓女的界限更加明确。表演形式走向多样发展，走向“票房式”的公演艺旦戏。进入日治时期后，对艺旦的管制更加严格，艺旦经过考核才能够就职。艺旦在接受完由台湾总督府所推行的六年国民义务教育之后，开始拜师学艺。为了对表演的内容能够熟识，艺旦也需要前往私塾读书。
在廣東、香港、澳門等地區，同治年間，广州出现专门收养盲女传授粤曲弹、唱技艺的“堂口”，這些能弹能唱的失明女歌手被称为「瞽姬」，也被稱呼作“师娘”。也有一些歌女到茶館、酒樓賣唱。民初時廣州有一種「曲藝茶座」，第一家曲藝茶座是广州西关十五甫正街的初一樓，「師娘」常會登台演唱，不久又有健全的女歌手演唱，一些歌妓亦加入女伶行列。1918年，校書（歌妓）林燕玉在初一楼客串登台演唱，开了失明艺人和女伶混合演唱之先，後來又有卓可卿等，取代了「師娘」。妓院裡的未成年歌女稱為「琵琶仔」，琵琶仔往往會成為一種叫老舉的賣身妓女，當地人稱「阿姑」。
「歌女」一詞出現後，由於「歌妓」的「妓」令人聯想到性工作者，而「歌姬」的「姬」又有「寵姬」、「姬妾」的意思，「歌妓（伎）」和「歌姬」的稱呼被「歌女」所取代。在1920年代左右，隨著唱片業和電影業的發展，加上五四前後西方戲劇理論的傳入，令不少知識分子加入演藝行列，藝人的社會地位亦得到提高。一些知名度較高的女歌手已不再稱為「歌女」，「歌星」這個名稱亦開始出現。「歌女」亦開始帶有貶義，常用來指一些知名度較低或到處演唱為生的女歌手，直至二十世紀中後期，仍然有人以「歌女」作為於酒廊、酒樓、餐廳、舞廳、街頭（如香港廟街、大笪地等）、遊樂場（如香港荔園）等地方演唱，而知名度不高、「檔次較低」的女歌手之貶稱。

## 歌女的來源和生涯
古代歌女的來源有：
- 因家貧而去学艺為歌妓，良家貧女有些會以賣唱為業
- 從富貴人家的家奴，沒入宮廷為宮奴的犯罪官員妻女中挑選具色藝者加以訓練
- 唐朝宮廷設有教坊，當中的宜春院專門訓練歌唱藝人

古代的歌妓多是從小受到嚴格訓練，有些繼承父母樂人身份的女孩，童年時就開始被訓練彈唱技藝。亦有貧苦人家把女兒賣作歌妓，由主人安排訓練，約於十三歲左右就可以表演。杜牧寫給歌妓的《贈別》有「娉娉嫋嫋十三餘」一句；白居易《琵琶行》描寫的歌妓十三歲就學會彈琵琶表演；蘇軾初遇表演的王朝雲時，王朝雲只有十二歲。古代的歌妓会跟随教学技艺的老师学习，有的歌妓还会拜知名的老师学习技艺，如李香君就拜著名的歌唱家苏昆生为师。很多歌妓在书画上也有一定造诣，山水画法、花鸟画等会取法于历朝的一些书画名家的画法。甚至有人会直接求学于当时的著名书画家，如歌妓薛素素的绘画老师就是书画家董其昌。对于歌妓，作为以歌舞为职业的女性，技艺练习在职业生涯中是会持续进行的。
古代歌妓一直演唱至嗓音受損或年老色衰才退休。在阶层森嚴的時代，有著低贱身份的歌妓往往只能作士人的寵婢，有些則可作妾，另有些嫁作商人妻妾。有些已嫁人的歌妓因為夫家家道中落或被拋棄而重操故業。一些歌妓在年长色衰后，会在如教坊等歌舞场所中传授技艺或充当老师，收徒传艺。或是成为歌舞场所的老板，训练年轻的歌妓。在中国古代，青楼一词比较泛指，也有指妓院的意思，中国古代具体的歌舞场所有乐府、教坊、勾栏瓦舍、歌楼、舞榭的名称，这些歌舞场所在不同朝代词意上也有一定变化，但不能把这些歌舞场所全部等同于妓院或是卖淫场所。
近代的歌女於茶館、酒樓演唱時，會收到客人的打賞。有些歌女得到客人歡心，會嫁給客人作妻妾，或被包養作情人，有些嫁給普通人家或窮人家的歌女，婚後仍會繼續賣唱來幫補家計。嫁給有錢人的歌女，一旦夫家家道中落，或與丈夫婚姻破裂，也會再次出來演唱賺錢養家。民國時期的歌女，有些有固定的演唱場所，與場所東主以分帳或僱傭方式合作。當時藝人地位已開始提高，若得到賞識，可以灌錄唱片，成為歌星，有些更進軍電影界，成為影星。

## 歌妓在中国古代社会
中国古代“余音饶梁”的典故来自一位名叫韩娥的歌妓。韩娥，先秦时期韩国歌妓，她从韩国来到齐国。她有美丽的外表，优美的嗓音，她的歌声感情浓郁，有着强烈的感染力。当韩娥以“曼声”哀哭时，她演唱的歌曲极度悲伤，人们听完后沉浸在悲伤中。当韩娥演唱动听的歌曲，听到的人跟着开心地跳起舞来。齐国雍门一带的人，因为学习了韩娥的唱腔，以歌唱技艺著称。齐国都城一带的人擅长唱歌和悲哭，也是受了韩娥的影响。人们后来用余音绕梁表示对美好嗓音及动听音乐的赞美和回味。歌妓还参与了乐府音乐的演唱，南朝时期与歌妓密切接触的文人学习了新的形式，将歌妓演唱的歌曲转化为文学载体。南北朝时期，南朝民歌的作者是汉人，许多乐府诗都是歌妓写的。歌妓是唐诗的接受者和传播者，她们参与唐诗建构的口头传播方式，又与唐诗的书面创作密切相关。歌妓对宋词的反复演唱，促进了词的流行。歌妓在一定程度上影响和巩固了宋人对词的审美，开创了文人写词、歌妓唱词、民众爱词的潮流。源于北宋末期的南戏主要由男性出演，但也有歌妓参与南戏演出，歌妓对南戏的参与相对有限，经过“雅化”的杂剧更加被歌妓广泛演出。元代歌妓不光直接参与杂剧演出，还参与了杂剧的诗词和散曲创作，同时也让杂剧中的歌舞和说唱得到进一步发展，歌妓对杂剧的影响是巨大的。

## 文艺形象
目前以歌妓作为主角的文艺形象非常少，大部分作品在角色塑造中对歌妓和妓女的形象未能进行区分，少数对二者形象进行一定区分的作品包括:

### 影视作品
1931年，电影《歌女红牡丹》
1940年，电影《天涯歌女》
1941年，电影《歌女红牡丹》
1982年，电影《丝路花雨》
1993年，电视剧《梅花烙》
2002年，电视剧《魂断秦淮》
2006年，电视剧《风流戏王》
2012年，电影《柳如是》
2012年，电影《花漾》
2012年，电视剧《耀舞长安》
2014年，电视剧《卫子夫》
2015年，电视剧《多情江山》

### 舞台作品
舞剧《丝路花雨》
舞剧《铜雀伎》
话剧《亲爱的柳如是》